# Yamauchi Fusajirō
Pour les articles homonymes, voir Yamauchi.
Yamauchi Fusajirō est un nom japonais traditionnel ; le nom de famille (ou le nom d'école) précède donc le prénom (ou le nom d'artiste).
Yamauchi Fusajirō (山内 房治郎, 22 novembre 1859 - 1er janvier 1940), né sous le nom de Fukui Fusajirō (福井 房治郎), est un entrepreneur japonais qui a fondé Yamauchi Nintendo, plus tard connue sous le nom de Nintendo. Il habitait à Kyōto et a eu deux filles, dont Tei Yamauchi qui épousa Sekiryō Kaneda, son successeur à la tête de l'entreprise. Il est l'arrière grand-père de Hiroshi Yamauchi, celui qui a réorienter son entreprise vers le secteur du jeu vidéo tel qu'on le connait de nos jours.

## Biographie
Né le 22 novembre 1859, Fusajirō Fukui est fils aîné de Fukui Sōsuke, un artisan. Il adopte le nom de Yamauchi après un mariage arrangé avec l'une des filles de la famille Yamauchi, qui possède une entreprise du nom de Haigan, spécialisée dans le commerce de chaux. Comme la famille Yamauchi n'a pas d'héritier mâle pour reprendre de l'entreprise, Fusajirō est adopté par les Yamauchi et devient l'héritier de son père adoptif, Yamauchi Naoshichi.
Peu de temps après, en 1885, Fusajirō hérite de l'entreprise à l'âge de 17 ans et la rebaptise Haikyō.

### Fondation de Nintendo

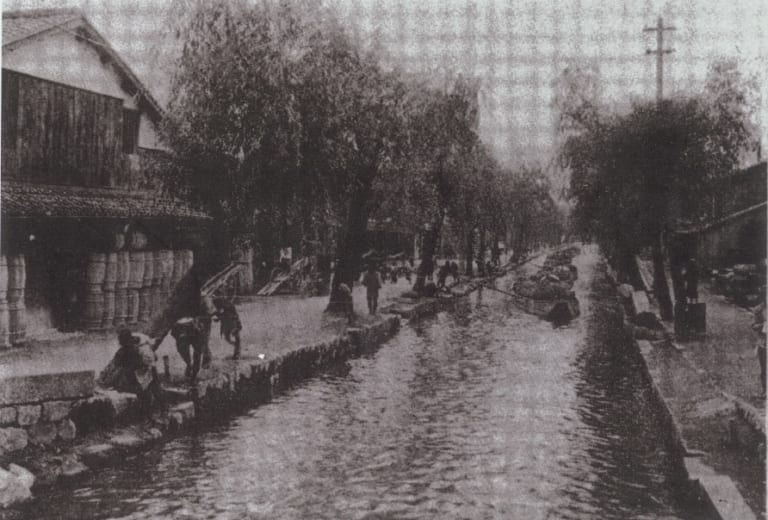
Photographie du magasin principal de Haikyō prise depuis le pont principal de Takasegawa, vers 1917. Des barils de ciment sont visibles sur la gauche.

Dans le contexte de la restauration de Meiji, en 1885, les lois sur les jeux de hasard sont assouplies au Japon, et les cartes hanafuda, jusque-là interdites, sont légalisées. Fusajirō, après avoir ouvert d'autres magasins de chaux à Kyoto, est  inspiré à la fois par le commerce florissant du hanafuda et par son goût personnel pour le jeu. Il y joue régulièrement et décide d'utiliser ses compétences d'artisan pour ouvrir un atelier de fabrication de jeux de cartes hanafuda faits main.
Le 23 septembre 1889, il fonde la Yamauchi Fusajirō Shōten, également connu sous le nom de Yamauchi Nintendo (d'autres sources mentionnent également le nom de Nintendo Koppai), à l'emplacement d'une maison inoccupée qu'il a achetée. Il fabrique ses cartes hanafuda à partir d'écorce de mûrier, d'argile et d'une machine d'impression à blocs de bois qu'il conçoit lui-même. Les jeux de cartes hanafuda vendus par Nintendo, connus sous le nom de jeux Daitōryō (c'est-à-dire « Président »), sont reconnaissables à l'illustration de Napoléon qui les orne et deviennent très populaires à Kyoto en quelques années,,.
En 1890, Nintendo élargit sa gamme de produits et commence à vendre des jeux de cartes uta-garuta (en). Cependant, l'entreprise est rapidement confrontée à des difficultés à vendre ses cartes hanafuda et uta-garuta en raison de la concurrence et d'un marché en baisse dans ses environs. Fusajirō a alors l'idée d'utiliser les cartes hanafuda de moindre qualité qui sont jetées et de les vendre dans de nouveaux jeux appelés Tengu, dont le prix est inférieur à celui des jeux Daitōryō. De plus, il décide de cibler le marché des clubs de jeu car ces endroits n'utilisent jamais deux fois le même jeu de cartes pour éviter la tricherie, ce qui entraîne une rotation élevée des jeux. Finalement, il réussit à obtenir des contrats avec environ 70 clubs, chacun utilisant au moins 50 jeux par nuit,.

### Nintendo et les cartestrump

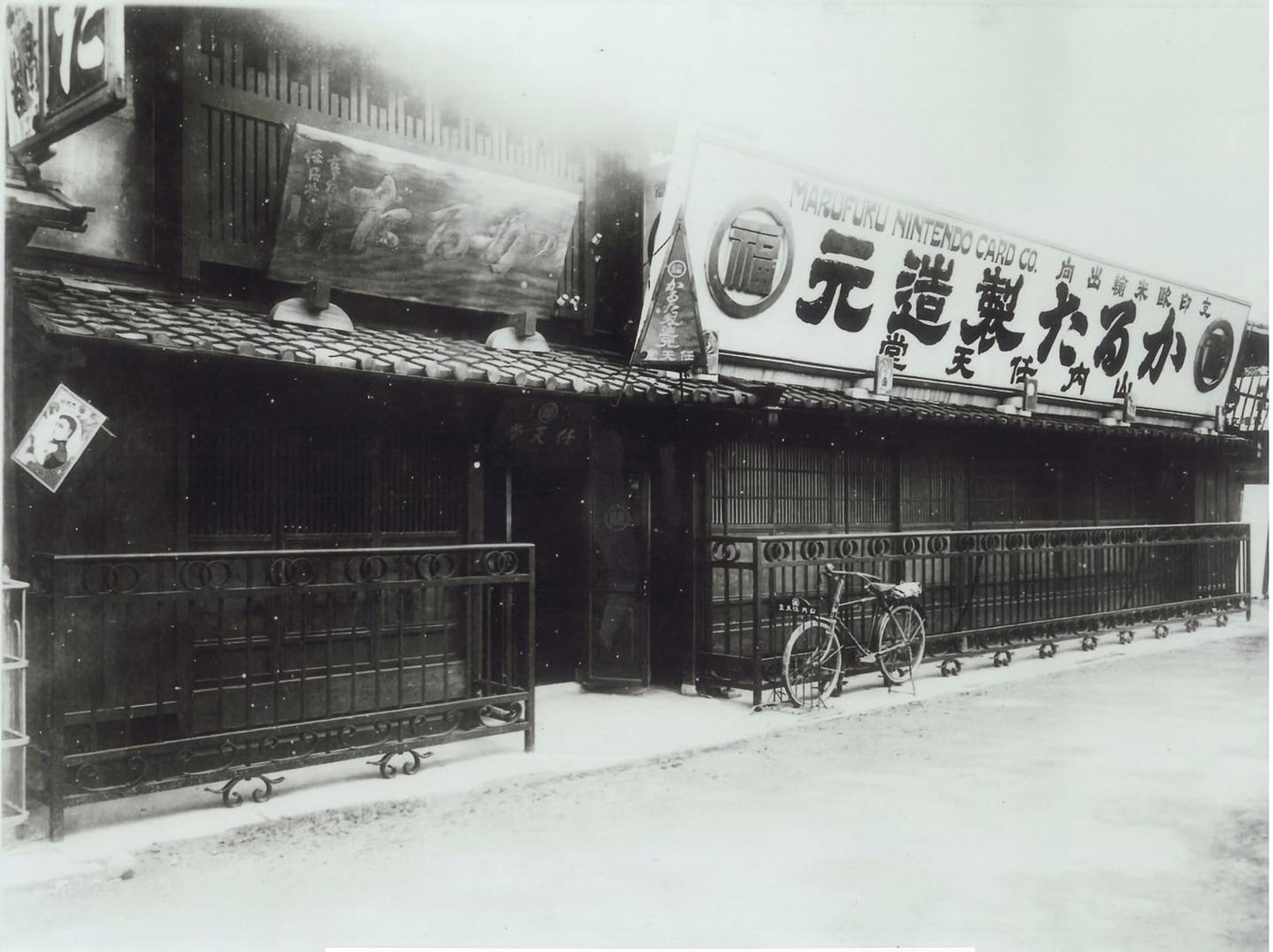
Premier siège de Nintendo en 1889.

Tout comme les cartes hanafuda furent à nouveau autorisées en 1885, les cartes à jouer occidentales (le jeu de 52 cartes standard (en)) sont également autorisées. Ces cartes occidentales, appelées trump (atout) par la population japonaise, commencent véritablement à connaître le succès en 1886. C'est en constatant leur popularité et en reconnaissant qu'elles sont principalement achetées par la classe supérieure aisée en raison de leurs prix élevés à l'exportation que Fusajirō a l'idée de produire ses propres cartes trump au lieu de les importer.
Bien que 1907 soit la date la plus souvent citée comme étant celle à laquelle Nintendo a commencé à vendre ses propres cartes à jouer occidentales,,, un dépliant de présentation datant de 1974 de la société cite 1911 comme l'année où les jeux de cartes trump ont commencé à être fabriqués. De plus, le site web de Nintendo indique 1902 comme l'année où « M. Yamauchi a commencé à fabriquer les premières cartes à jouer de style occidental au Japon. » Selon l'auteur Florent Gorges, la date de 1902 provient du site web de Watada Insatsujo (Watada Printings), une imprimerie qui travaille toujours avec Nintendo de nos jours et ce depuis 1899. En effet, sur leur site web, il est écrit (traduit) : « 1902 : Début des impressions de cartes à jouer trump pour Nintendo Koppai,. ».
La décision de Fusajirō de commencer à vendre des cartes à jouer occidentales fabriquées au Japon arrive à un moment opportun pour Nintendo. La même année, le gouvernement impérial met en place une nouvelle taxe sur les producteurs de tuiles de mah-jong et de cartes appelée koppai zei ou karuta zei. Cette taxe de 20 sen, créée pour se préparer aux futurs conflits armés (le sen est une subdivision du yen japonais, devenue obsolète en 1954), double le prix de la plupart des jeux de cartes hanafuda. Ces jeux sont également vendus pour environ 20 sen, ce qui conduit plus de la moitié des principaux producteurs de cartes hanafuda à fermer leurs portes. Les cartes occidentales servent de bouée de sauvetage à Nintendo, qui est la seule entreprise à fabriquer ce genre de cartes au Japon à l'époque.

### Diffusion à travers le Japon
Limité à la région d'Osaka et de Kyoto, Fusajirō a l'idée de créer un réseau de distribution pour étendre les opérations de Nintendo à tout le Japon, ce qui est quelque chose d'inédit à l'époque car seuls les médicaments et le tabac bénéficient de ce type de distribution.
Ainsi, en 1907, il étend les opérations de Nintendo en concluant un accord avec Nihon Senbai (aujourd'hui Japan Tobacco) pour vendre des cartes Nintendo dans les magasins de cigarettes dans tout le Japon. Au moment de la mort de Fusajirō en 1940, Nintendo est devenue la plus grande société de cartes à jouer au Japon.

## Vie personnelle
Sans héritier mâle, Fusajirō décide d'arranger un mariage en 1905 entre Sekiryō Kaneda, un employé ayant commencé à travailler chez Nintendo au début de la décennie, et Tei, l'une de ses deux filles. Au cours des décennies suivantes, Sekiryō dirigera les sociétés Nintendo et Haikyō aux côtés de son beau-père jusqu'en 1929, année où Fusajirō prend sa retraite et où Sekiryō Yamauchi hérite des deux sociétés.
Le 7 novembre 1927 vint au monde son arrière-petit-fils Hiroshi Yamauchi, Fusajirō est devenu arrière-grand-père mais il meurt alors que son arrière-petit-fils Hiroshi avait 12 ans en 1940.